# Радинка
Ра́динка (укр. Радинка) — село, входит в Вышгородский район Киевской области Украины.
Население по переписи 2001 года составляло 834 человека. Почтовый индекс — 07024. Телефонный код — 4592. Занимает площадь 8 км². Код КОАТУУ — 3223588001. С 17.11.1993 по 10.07.1996 — административный центр Полесского района.

## Местный совет
07024, Киевская обл., Полесский р-н, с.Радинка, ул. Пионерская, 21; тел. 21-1-35